# Molen van Hulsen
De Molen van Hulsen of Onderste Molen (van Hulsen) is een watermolen in de buurtschap Hulsen in het Nederlands-Limburgse dorp Geulle. De molen maakt gebruik van het water van het riviertje de Molenbeek, die vroeger Walsenbeek werd genoemd. Stroomopwaarts lag vroeger nog een molen, die logischerwijs met de naam Bovenste Molen van Hulsen werd aangeduid. De molen is een rijksmonument.

## Geschiedenis
Gedurende bijna drie eeuwen werd deze watermolen, samen met de Bovenste Molen, Kasteel Geulle en een groot aantal landgoederen vererfd in adellijke families.
In de jaren 1878-1879 werd de Onderste Molen afgebroken en herbouwd, waarna tevens hier een boerenbedrijf gevestigd was.
Tot 1960 is de molen commercieel gebruikt.

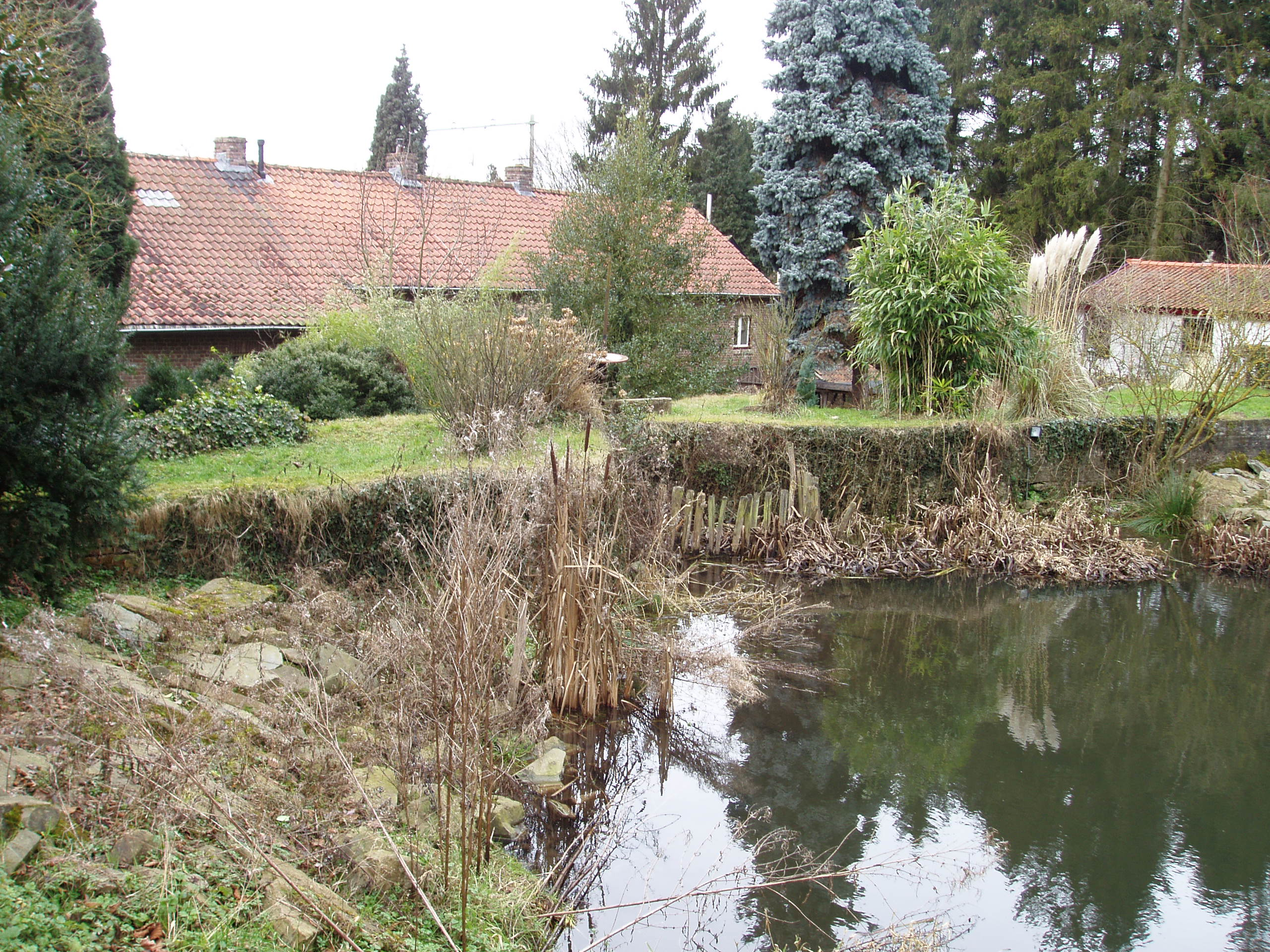
De vergaarvijver
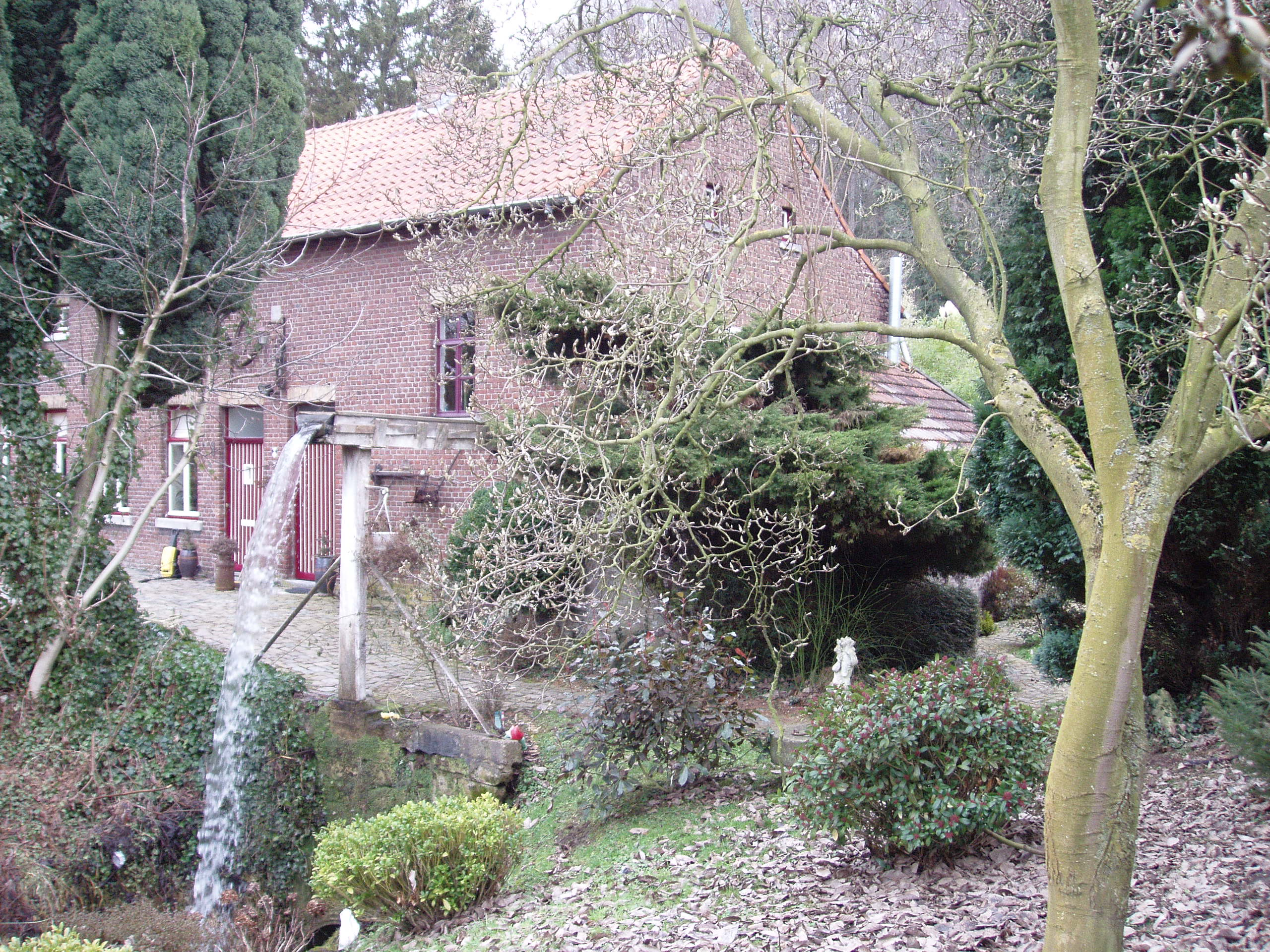
Na de molen
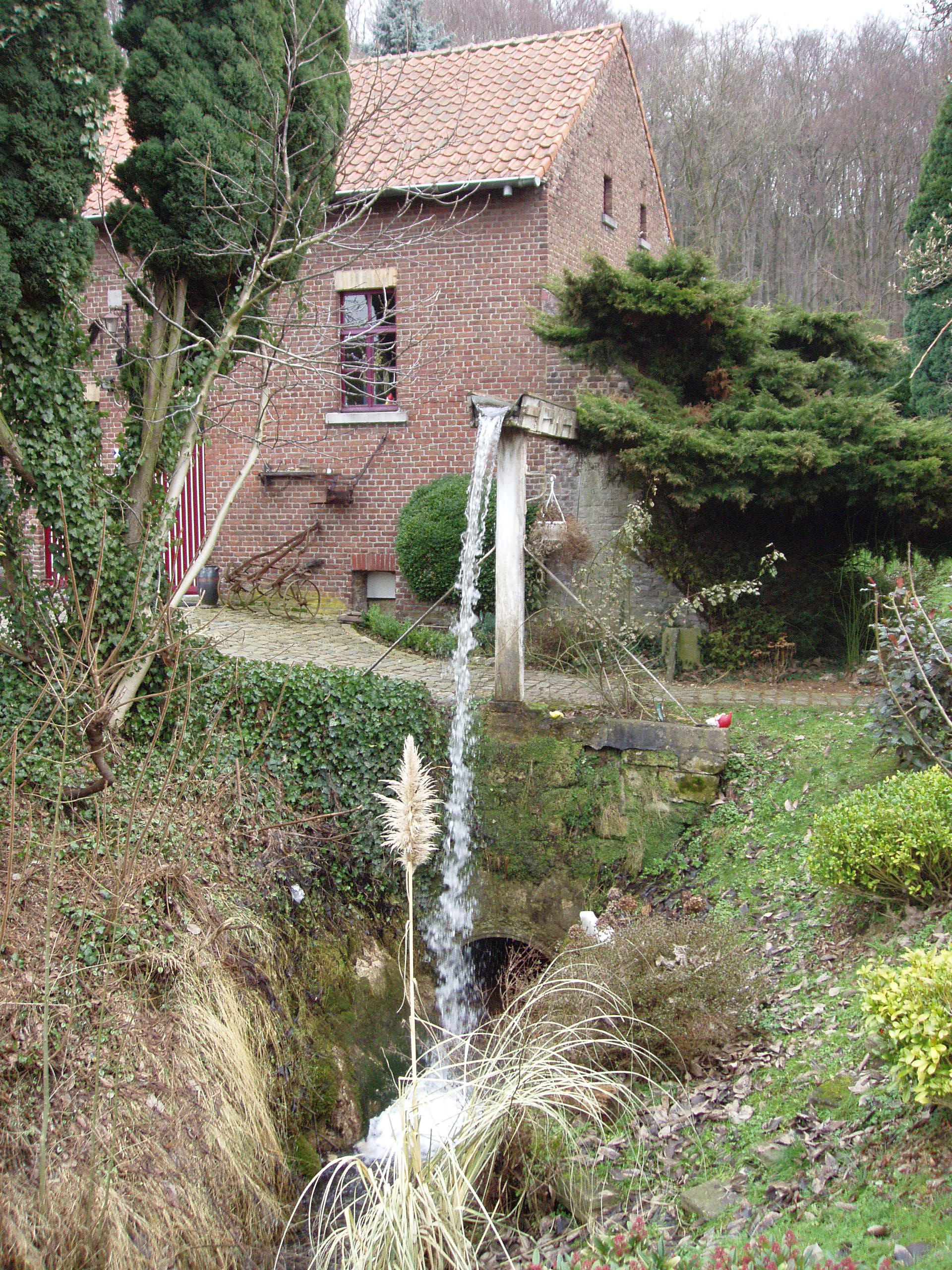
Na de molen
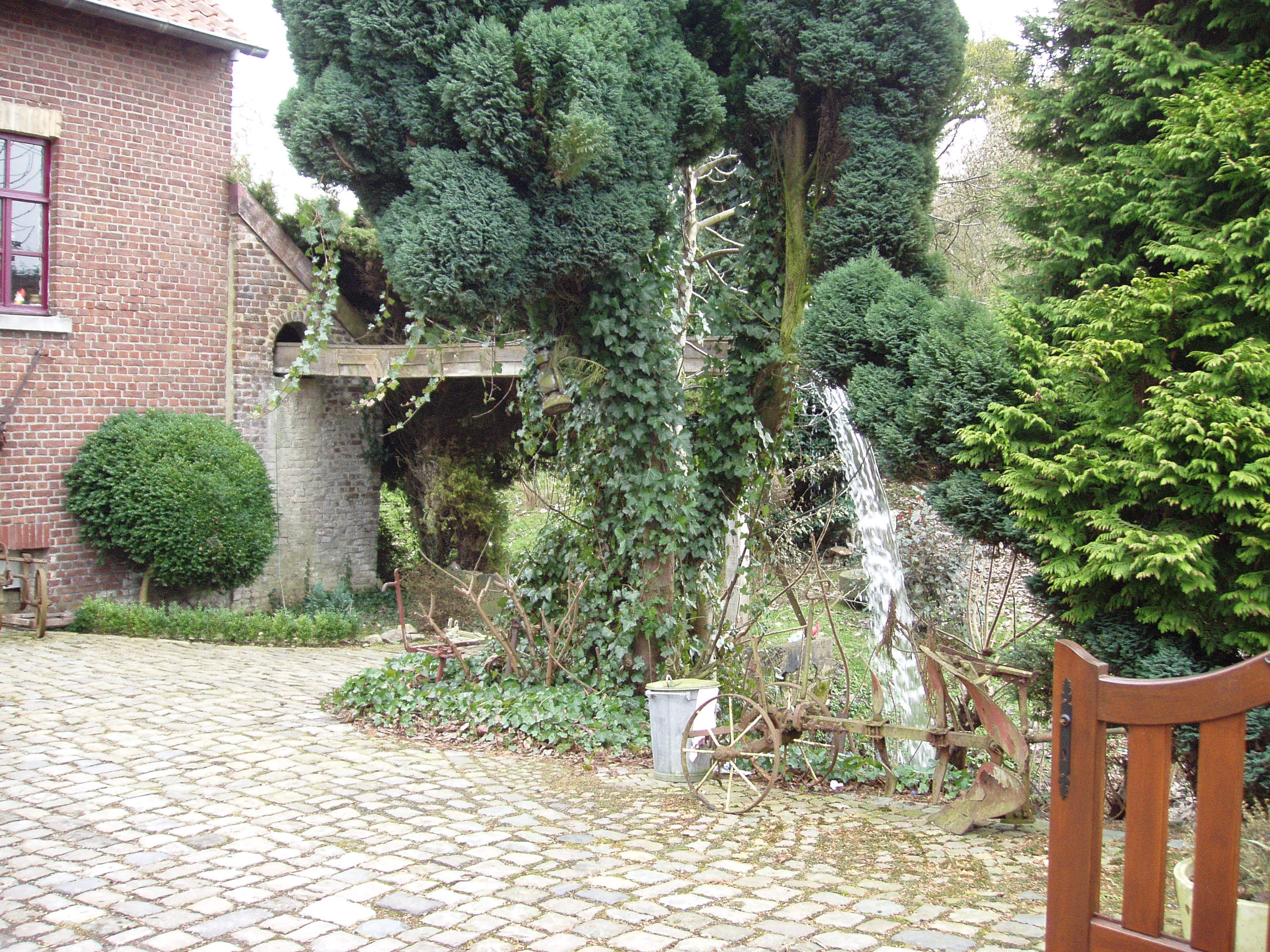
Na de molen